# Jairo Jaramillo Monsalve
Jairo Jaramillo Monsalve (Rionegro, Antioquia, 2 de diciembre de 1940) es un obispo católico colombiano jubilado. Fue arzobispo de la Arquidiócesis de Barranquilla desde el 11 de noviembre de 2010 hasta el 14 de noviembre de 2017.

## Vida y obra
Nació en Rionegro, el 2 de diciembre de 1940. Hijo de José Antonio y Leonor. Realizó sus estudios primarios en su ciudad natal, luego ingreso al Seminario Conciliar de Medellín, donde terminó los estudios secundarios y cursó la filosofía. Realizó sus estudios teológicos en la Pontificia Universidad Javeriana de Bogotá.
Recibió la ordenación sacerdotal de manos de Alfredo Rubiano Díaz en Rionegro el 26 de julio de 1966. Ejerció su ministerio sacerdotal en la parroquia de la Catedral de Rionegro como vicario cooperador y fue coordinador diocesano de la pastoral juvenil y Obrera. Primer párroco de la parroquia del Espíritu Santo de Rionegro. Allí permaneció tres años y en corto tiempo levantó el templo, la casa cural y fundó el Colegio Cooperativo del Espíritu Santo.
En abril de 1978 fue nombrado párroco de la Catedral de Rionegro. Por iniciativa suya, nació en Rionegro la fundación Pro-Vivienda y Bienestar Social y él fue uno de los principales iniciadores y promotores de la Universidad Católica de Oriente. Siendo párroco de la Catedral, fue miembro del consejo presbiteral, Vicerrector de la Universidad Católica de Oriente. Fue preconizado obispo de Riohacha el 16 de julio de 1988, y recibió ordenación episcopal el 9 de septiembre de ese año, de manos Alfonso Uribe Jaramillo. Tomó posesión canónica de su sede episcopal en Riohacha el 14 de octubre de 1988.
El 10 de junio de 1995, fue trasladado a la Diócesis de Santa Rosa de Osos, y tomó posesión canónica de su nueva sede episcopal el 13 de julio siguiente. Puso en marcha el Plan Diocesano de Renovación Pastoral, creó parroquias, Vicarías episcopales, foráneas y personales, además de la Fundación Universitaria Católica del Norte, Cibercolegio, Instituto Superior de catequesis Juan Pablo II, y Fundación Provivienda. Obtuvo de la Santa Sede el título de Basílica Menor para la Basílica Menor de Nuestra Señora de la Merced (Yarumal) en 1999. 
Le correspondió animar la causa de canonización del padre Mariano de Jesús Euse Hoyos y participó en la celebración de la beatificación realizada en Roma por Juan Pablo II en el año 2000, e introdujo la causa del Siervo de Dios Miguel Ángel Builes, obispo de Santa Rosa de Osos.
El 11 de noviembre de 2010 fue nombrado por el Santo Padre Benedicto XVI cuarto arzobispo de Barranquilla; se posesionó de su sede el 11 de diciembre de 2010.